# Христофор Колумб
Христофо́р Колу́мб (між 26 серпня і 31 жовтня 1451, Генуя, Генуезька республіка — 20 травня 1506, Вальядолід, Королівство Кастилія і Леон) — генуезький мореплавець на службі Іспанської Корони, першовідкривач Америки (Багамських та Антильських островів, узбережжя Центральної та Південної Америки). Його вважають національним героєм Іспанії попри численні протести корінних жителів країн Південної та Центральної Америки.

## Походження та ранні роки
Прізвище Колумб (Columba — голуб) не схоже на італійське, тому припускають, що це змінене прізвище від Колон, Колонна або Коломбо. Воно співзвучне імені ранньосередньовічного святого Колумбана[джерело?].
Вважають, що Колумб народився в небагатій генуезькій родині: батько — Доменіко Коломбо (італ. Domenico Colombo), мати — Сузанна Фонтанаросса (італ. Susanna Fontanarossa). Точна транслітерація його імені з іспанської — Крістобаль Колон, однак всесвітньо відомим він став як Христофор Колумб (Christophor транслітерація дав.-гр. Χριστόφορος). У родини, крім Христофора, були ще інші діти: Джованні (помер у дитинстві, в 1484 році), Бартоломео, Джакомо, Бьянкелла (дружина Джакомо Баварелло). Традиційно шість міст Італії та Іспанії оскаржують честь бути малою батьківщиною Колумба.
Однак згідно з результатами двох десятиліть дослідження, яке було проведено під керівництвом Антоніо Лоренте, професора юридичної та криміналістичної медицини в університеті Гранади, Колумб був не моряком з Генуї, як вважали раніше, а насправді з родини євреїв-сефардів, торгівцев шовком з Валенсії. Експертизи кісток Колумба та його сина Ернандо показали єврейське походження, яке Колумб був змушений приховувати на той час, коли євреїв переслідували в Іспанії та інших країнах Європи.
Зовнішній вигляд Колумба відомий за портретами, які були написані вже після його смерті. Бартоломе де Лас Касас, який бачив Колумба 1493 року, описав його так:
|  | Зросту був високого, вище середнього, обличчя мав довге, що викликало повагу, ніс орлиний, очі синювато-сірі, шкіру білу, з червоністю, борода й вуса в молодості були рудуваті, але в працях посивіли. |

Навчався в Павійському університеті. Приблизно в 1470 році одружився з доньєю Філіпою Моніс де Палестрелло, донькою Бартоломео Перестрелло — мореплавця часів принца Енріке. До 1472 року Колумб жив у Генуї, а з 1472-го — в Савоні. У 1470-х роках брав участь у морських торговельних експедиціях. Вважають, що ще в 1474 році астроном та географ Паоло Тосканеллі повідомив йому в листі, що, на його думку, до Індії можна дістатися набагато коротшим морським шляхом, якщо плисти на захід. Мабуть, уже тоді Колумб задумався про свій проєкт морської подорожі до Індії. Провівши власні розрахунки на підставі порад Тосканеллі, він вирішив, що зручніше всього пливти через Канарські острови, від яких до Японії, на його думку, залишалося близько п'яти тисяч кілометрів.
З 1476 року Колумб переїхав до Португалії, де жив дев'ять років. Відомо, що в 1477 році Колумб відвідав Англію, Ірландію та Ісландію, де міг ознайомитися з даними ісландців про землі на заході. Він також устиг побувати в Гвінеї у складі експедиції Діогу де Азамбужа, що вирушила туди 1481 року для будівництва фортеці Сан-Жоржи-да-Міна в Ельміні. Перше звернення Колумба з пропозицією плисти до Індії на захід було в 1475—1480 роках (точний час невідомий). Він адресував його до уряду та купців рідної Генуї. Відгуку не надійшло. У 1483 році він запропонував свій проєкт португальському королю Жуану II, але після довгого вивчення проєкт відкинули.
У 1485 році Колумб із сином Дієго переїхав до Іспанії (можливо, втік від переслідувань). Узимку 1485—1486 років він знайшов притулок у монастирі Санта-Марія-да-Рабіда. Настоятель Хуан Перес де Марчена прийняв його й організував перший лист до Ернандо де Талавері, свого знайомого — духівника королеви, з коротким викладом ідей Колумба. Король Іспанії перебував у місті Кордові, де проходила підготовка до війни з Гранадою з особистою участю государів.
Амбіційний Колумб зрештою вивчив латинську, португальську та кастильську мови і читав праці з астрономії, географії й історії, зокрема роботи Клавдія Птолемея, кардинала П'єра д'Айї про подорожі Марко Поло та Джона Мандевіля, «Природничу історію» Плінія Старшого, і папи римського Пія II «Historia Rerum Ubique Gestarum».
У 1486 році Колумб зміг зацікавити своїм проєктом герцога Медіна-Селі. Оскільки його власних фінансів було недостатньо для організації експедиції на захід, Медіна-Селі звів Колумба з королівськими фінансовими радниками, купцями та банкірами та зі своїм дядьком — кардиналом Мендосою.
Узимку 1486 року Колумба представили Педро Гонсалесу де Мендосі, архієпископу Толедо й великому кардиналу Іспанії, який, своєю чергою, посприяв аудієнції у католицьких королів. Для вивчення пропозицій Колумба була призначена комісія богословів, космографів, юристів, ченців і придворних на чолі з Талавера. Комісія засідала чотири роки, але через потайливість Колумба і його небажання розкривати плани так і не винесла остаточного вердикту.
20 квітня 1488 року Колумб, який прямував за королівським двором з міста в місто, несподівано отримав лист від португальського короля з пропозицією повернутися в Португалію:
|  | І якщо Ви побоюєтеся Нашого правосуддя з приводу деяких Ваших зобов'язань, то знайте, що ні після Вашого прибуття, ні під час перебування в Португалії, ні після від'їзду, Ви не будете ні заарештовані, ні затримані, ні звинувачені, ні засуджені, ні переслідувані за будь-якої причини, що є наслідком застосування цивільного, кримінального, або якого-будь іншого права. |

Колумб спрямував свої пропозиції і за іншими адресами: від короля Англії Генріха VII в лютому 1488 року він отримав прихильну відповідь, але без будь-яких конкретних пропозицій.

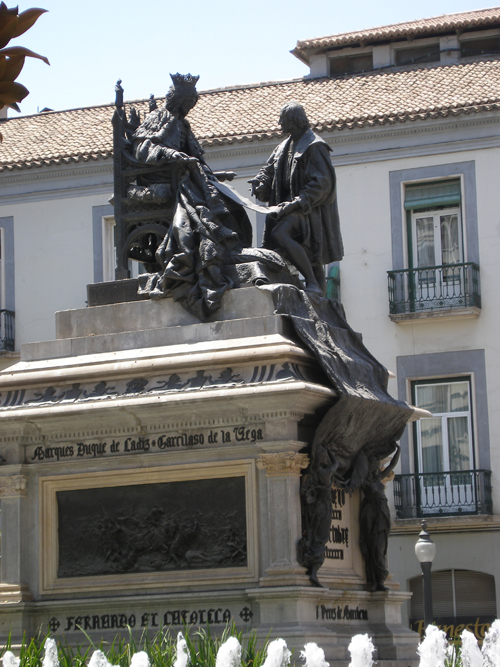
Ізабелла Кастильська та Христофор Колумб. Пам'ятник у Гранаді

У 1491 році в Севільї відбулося повторне особисте побачення з Ферднандо та Ізабеллою. Результат для Колумба був знову невтішний: «Зважаючи на величезні витрати та зусилля, необхідні для ведення війни, початок нової справи неможливий». До переговорів було вирішено повернутися після закінчення війни.
У 1491 році Колумб звернувся до герцога Медіна-Сидонія, найбільшого магната, власника близько ста торгових кораблів, але і від нього отримав відмову.
Нарешті в січні 1492 року відбулася довгоочікувана подія — взяття Гранади. Колумб, мабуть, сильно переоцінив переможний ентузіазм короля Іспанії: коли він сформулював ті умови, на яких він припускав відкривати та володіти новими землями (призначити його віце-королем нових земель, нагородити його титулом «головного адмірала моря-океану»), Його величність визнав вимоги Колумба «надмірними та неприйнятними», переговори було перервано, а король відбув із Санта-Фе.
Колумб у лютому 1492 року поїхав до Кордови, а потім задекларував намір зовсім емігрувати до Франції.
Тут крок назустріч зробила королева Ізабелла. Ідея прийдешнього визволення Гробу Господнього настільки захопила її серце, що вона вирішила не давати цього шансу ні Португалії, ні Франції. Хоча Іспанське королівство і було утворене внаслідок династичного шлюбу Фернандо Арагонського й Ізабелли Кастильської, їхні монархії зберегли самостійні адміністрації, кортеси та фінанси. «Я закладу свої коштовності», — сказала вона.
30 квітня 1492 року королівське подружжя пожалувало Колумбу та його спадкоємцям титул «дон» (тобто зробили його дворянином) та підтвердила, що, у випадку успіху заокеанського проекту, він буде адміралом моря-океану та віце-королем усіх земель, які він відкриє або придбає, і зможе передати ці титули у спадок. Тим не менш, гроші на спорядження експедиції Колумбу належало шукати самостійно за рахунок недоотриманих державних податкових платежів Її Величності королеви Кастилії. До того ж за договором восьму частину витрат повинен був нести сам Колумб, у якого взагалі не було ані гроша.
Однак Колумбу допоміг Мартин Алонсо Пінсон. Один із кораблів — Pinta — був його власний, і спорядив він його за свій рахунок. Гроші на ще одну каравелу, Niña, він дав Христофору в борг, щоб Колумб міг зробити свій формальний внесок за договором.

## Недостовірні портрети
Немає жодного достовірного портрета Христофора Колумба. У молоді роки він був бідним моряком і піратом, потім жив на островах, де не було портретистів. Декілька разів Христофор був в'язнем різних тюрем і ховався в монастирі від помсти. Навіть ці розрізнені факти біографії мореплавця доводять, що спокійного життя той не мав ані при житті, ані після смерті. Неймовірно, щоби він знайшов час для позування відомим портретистам Рідольфо чи Доменіко Гірландайо, Себастьяно дель Пйомбо та ін. Навіть якщо і збереглися портрети Христофора, то давно загубилися в часі. Тому насправді не відомо, як він виглядав за життя.

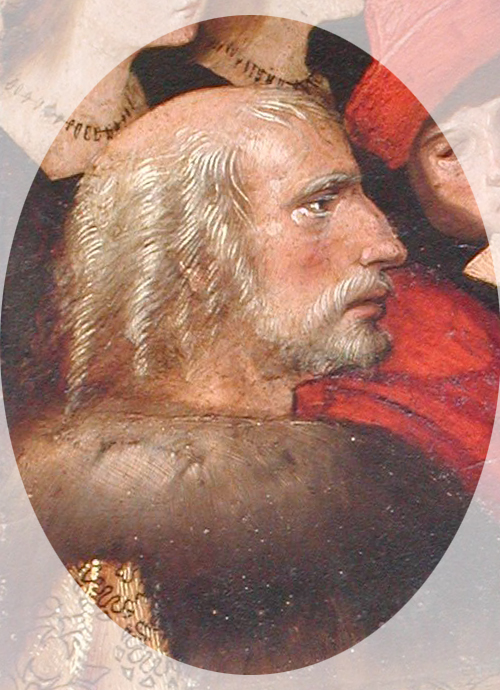
Алехо Фернандес, між 1505 і 1536 роками. Ймовірно, Колумб у сцені поклоніння Богородиці мореплавців у залі адміралів Королівського Алькасару, Севілья
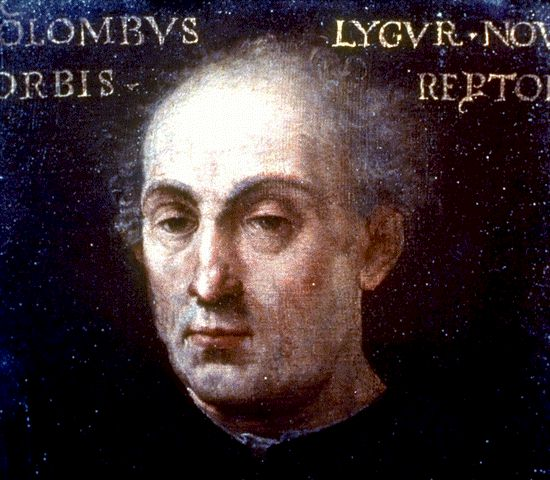
Невідомий художник XVI ст. Ймовірно, Колумб.
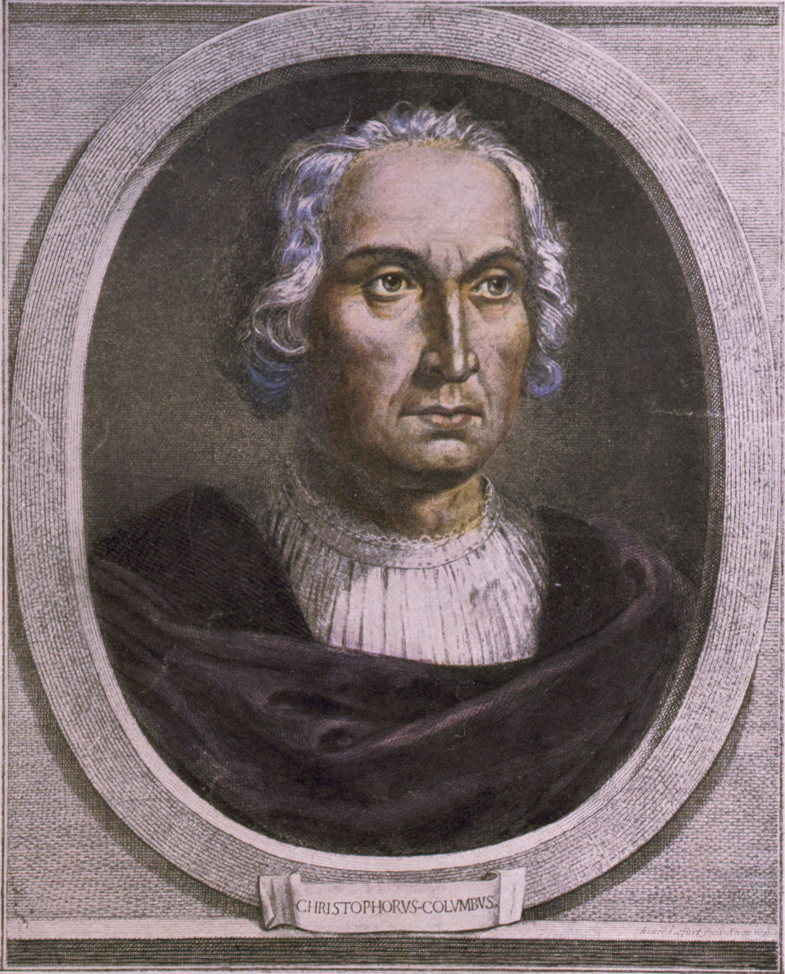
Портрет Колумба у Бібліотеці конгресу США

Подорожі Колумба до Нового Світу

## Свідчення документів
Перша звістка про Христофора Колумба задокументована 1473 роком, коли «Морський суд міста Венеція застерігав від пірата Коломбо», що був на службі герцога Рене Анжуйського. Сам Христофор часто згадував герцога Рене, з яким ділився піратською здобиччю. Як писали в англійських свідченнях — піратство тоді було «цілком пристойним для джентльмена».
Був пірат Колумб і на службі у Фландрії. Христофор брав участь у морському поході англійців і португальців до Гренландії, тобто він бував і в Англії, знав про їх мандри до островів на далекому заході.
Сміливий і ризикований Колумб досяг добробуту і взяв шлюб із дочкою сеньйора Корреа, губернатора острову Порту-Санту в архіпелазі Мадейра. А звідти до Америки було значно ближче, ніж від Нідерландів чи Іспанії. Дружина народила Христофору сина.

Мапа Колумба. Лісабон. Португалія

## Картограф Колумб
Згідно з дослідженнями професора Андріе де Прінцессо (університет Вальядоліда), Колумб народився в Генуї у родині Доменіко та Марії-Спіноли Колонне й охрещений Христофором. 1451 року родина Колонне емігрувала в Португалію, де юний Крістобан Кулон (так його тут називали) здобув освіту.
Відомо, що Колумб цікавився географічними картами і торгував ними. Виготовлення мап було дуже вигідним бізнесом. Мапи зберігали як секретні військові документи чи перепустки до багатства. Свої секретні мапи мали майже всі королівські родини епохи великих географічних відкриттів — падран-реал у Португалії, падрон-реал в Іспанії, а також в Англії, Голландії, Фландрії, Франції.
Деякі секретні мапи отримав і Колумб, бо виявив велику наполегливість в організації своїх подорожей до островів за океаном. Саме Христофор передав якісь секретні морські мапи Амеріго Веспуччі, морському штурману іспанської Каси-де-Контратасьйон, який давав гроші на експедиції Колумба. Член експедиції Колумба, шкіпер його флагманського коробля «Санта-Марія» Хуан де ла Коста надрукував знамениту мапу відомого на той час Світу у 1500 році.

## Чотири подорожі Колумба

### Перша подорож Колумба (1492—1493)

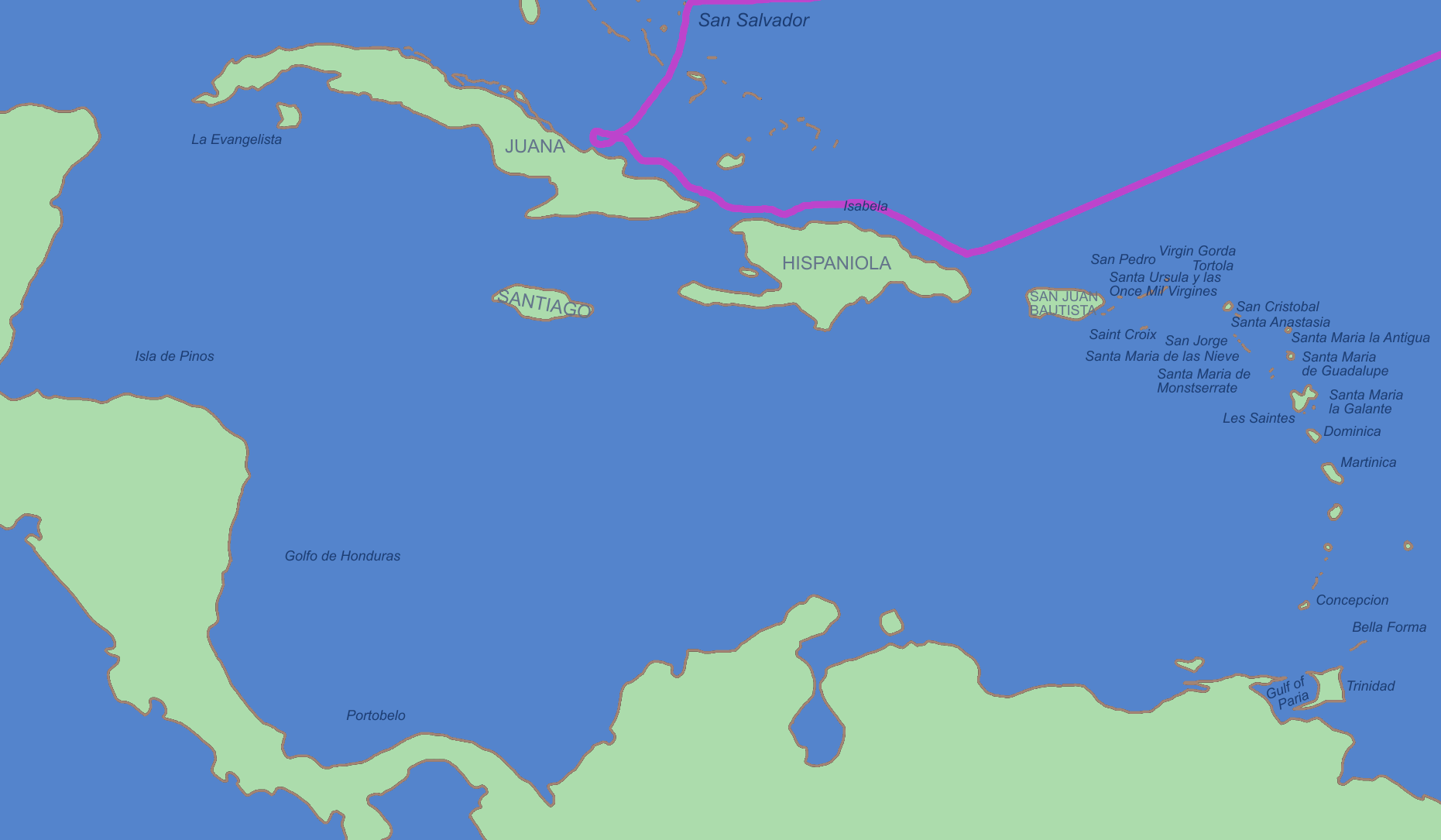
Перша подорож Колумба

Будучи переконаним, що Азії можна досягти, пливучи на захід, він заручився підтримкою іспанського короля Фердинанда ІІ Арагонського та королеви Ізабелли І Кастильської. 22 травня 1492 року Колумб прибув у порт Палос, у якому, відповідно до королівського указу, повинен був отримати дві каравели. Місто дало йому для використання каравели «Пінта» та «Нінья». Судна мали близько 20 м завдовжки і 7 м завширшки. Як флагманське судно Колумб орендував у Хуана де ла Коси великий корабель «Санта Марія».

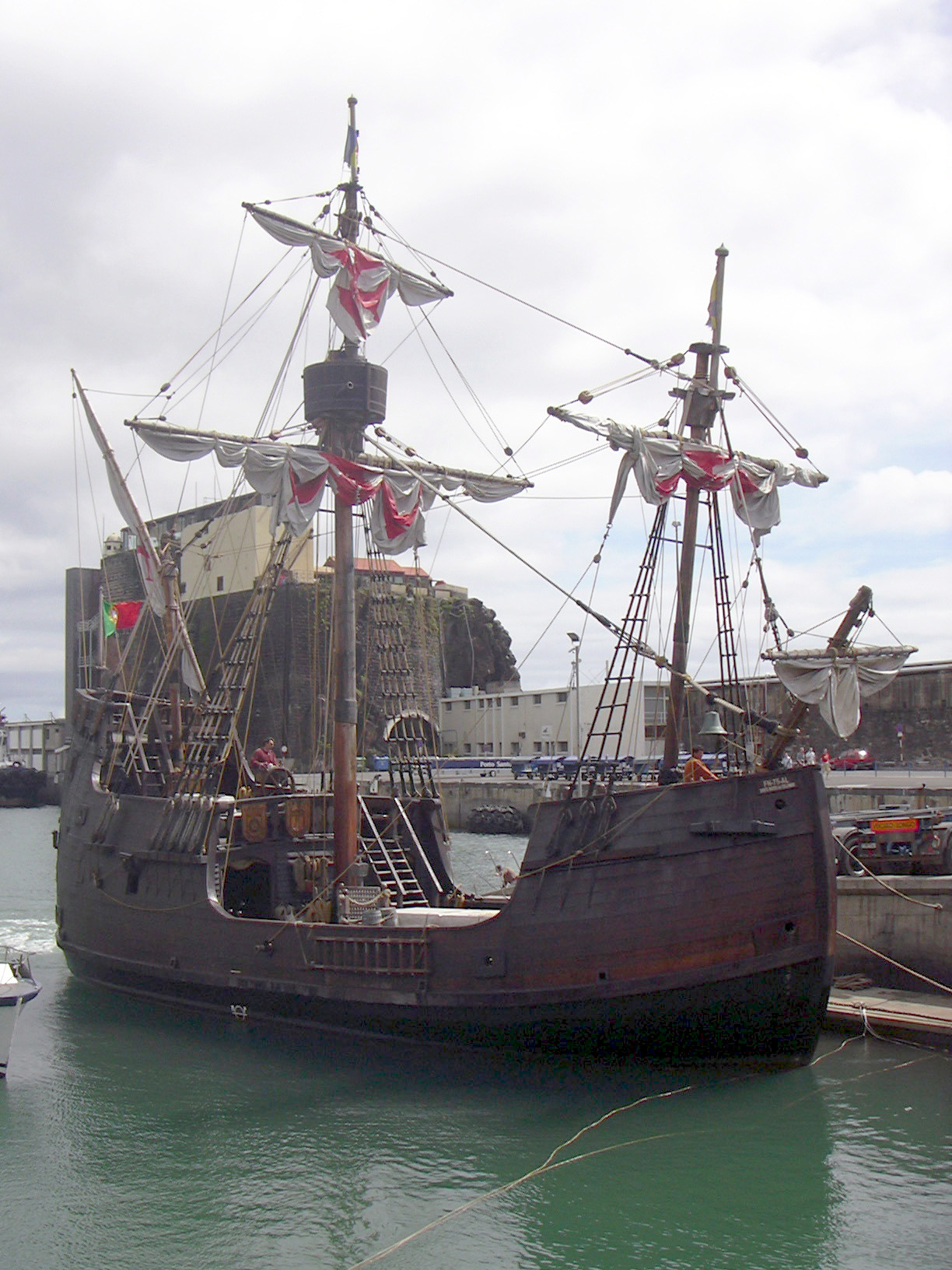
Копія судна «Санта Марія». Фуншал, Мадейра, Португалія

3 серпня 1492 року карака «Санта Марія» (280 т) і дві каравели — «Пінта» (240 т) і «Нінья» (100 т), на яких було загалом близько 90 осіб, підійняли якорі. Після зупинки у Лас-Пальмасі на Канарських островах 5 вересня ескадра суден почала рухатися на захід. Після більш ніж двох місяців плавання, під час якого учасники експедиції почали висловлювати претензії від нетерпіння, 12 жовтня о другій годині один із матросів, Родріго де Тріана, побачив землю. Експедиція висадилася, імовірно, на невеликому острові Сан-Сальвадор (Волтінга) на Багамах, званий коріними жителями Гуанахані. У тубільців помітили золоті прикраси. На запитання про походження прикрас місцеві жителі вказували напрямок на південь. Виходячи з того, що вони перебувають на півночі материка, Колумб вибрав новий курс на південний захід і відкрив 28 жовтня острів Куба (Хуана) та 6 грудня Гаїті (Еспаньйола), острів, краса якого його зачарувала, і він обрав його для розміщення своєї штаб-квартири.

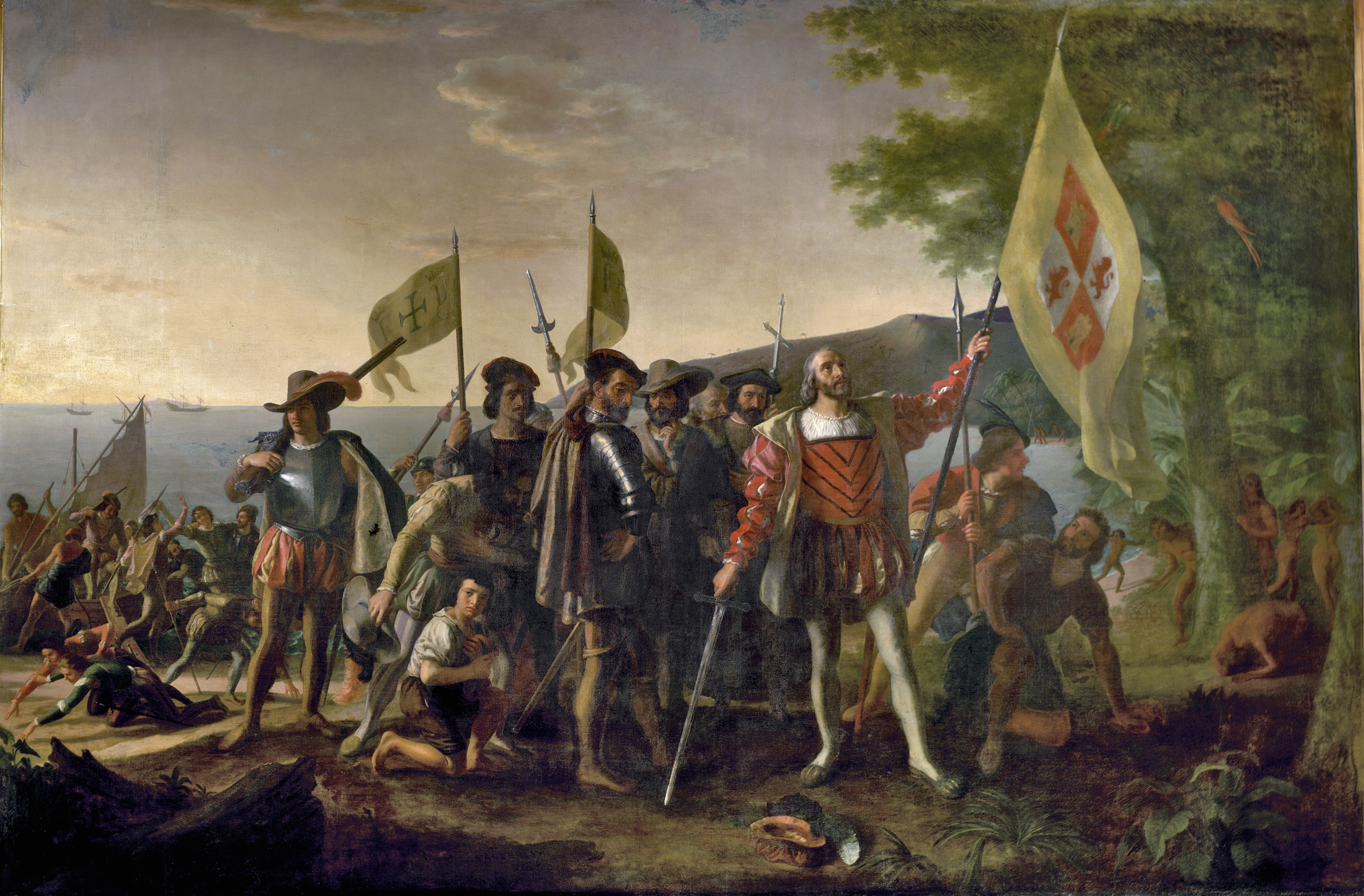
Висадка Колумба в Америці. Картина Джона Вандерліна (1775—1852)

Коли флагманський корабель «Санта-Марія» розбився, сівши на рифи, а під час шторму було втрачено контакт з «Пінтою», Колумб вирішив особисто на «Ніньї» повідомити новину щодо відкриття західного шляху до земель Східної Азії (Китаю, Японії та Індії). 16 грудня, залишивши форт Навідад («Різдво») на Гаїті, укріплений уламками та гарматами «Санта-Марії», із 43 добровольцями з екіпажу рушили у зворотному напрямку. Біля північного берега Еспаньйоли «Нінья» натрапила на «Пінту». Обидва судна рушили в напрямку Європи. Унаслідок шторму судна втратили зв'язок між собою. 9 березня «Нінья» кидає якір у Лісабоні, де Жуан II прийняв Колумба як ясновельможного князя і наказав забезпечити того всім необхідним. 15 березня 1493 р. «Нінья» зупиняється в порту Палос, куди того ж дня прибуває і «Пінта». Звідти Колумб тріумфальним ходом рушив до королівського двору в Барселоні з доповіддю кастильським монархам.
Колумб багато зусиль вклав у поширення інформації про свій успіх. За кілька днів перед від'їздом до Барселони він відправив по шляху людей із золотом і кольоровими арарами, які проголошували його тріумфальне повернення. У ході зустрічі з королівським подружжям Колумб образно змалював багатства, які попливуть в Іспанію, якщо експедицію продовжать. Це призвело до лихоманки відкриттів, епізодом якої була друга експедиція Колумба.

### Друга подорож Колумба (1493—1496)

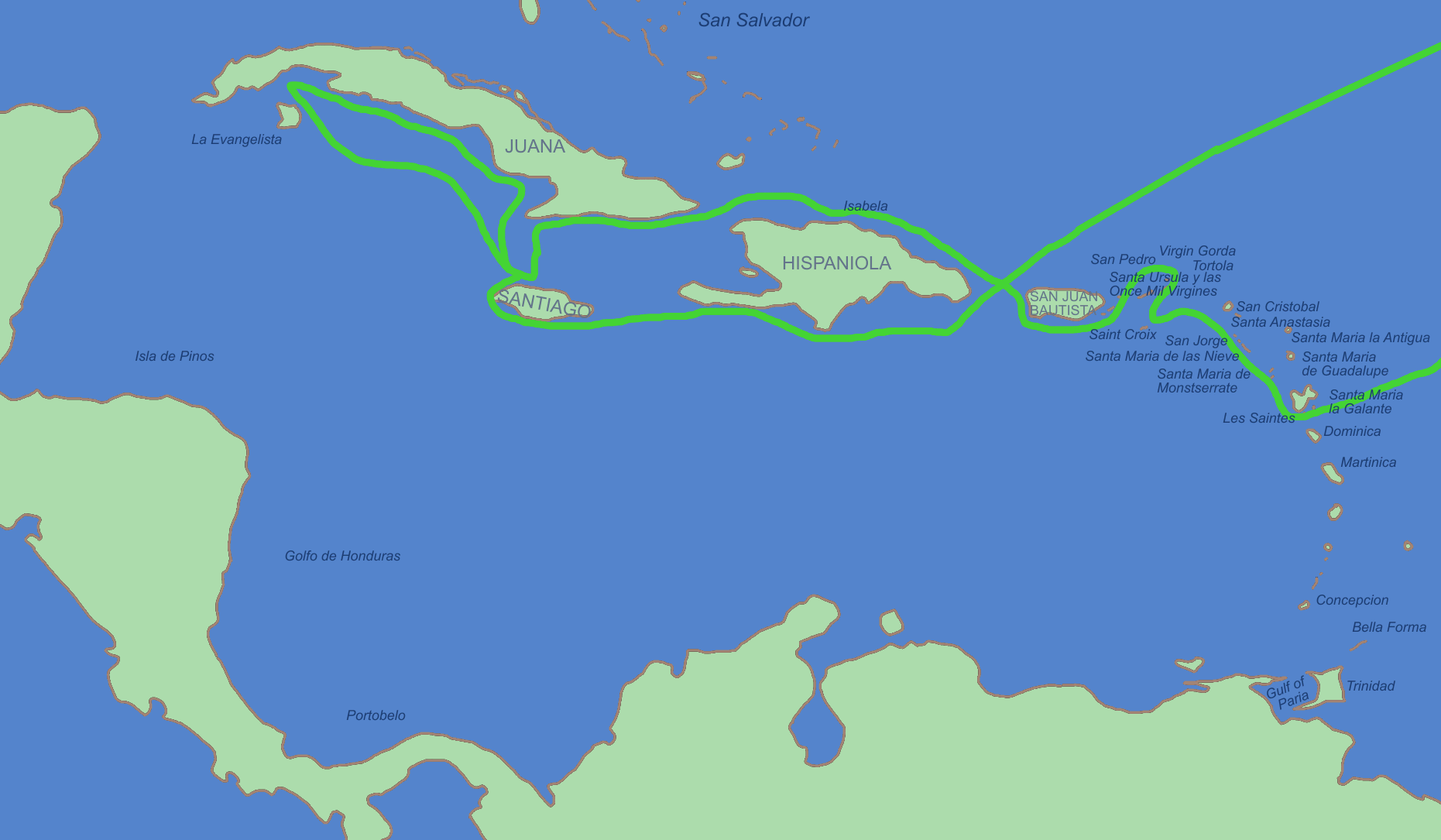
Друга подорож Колумба

Того ж року спішно організовано ще одну експедицію під командуванням Христофора Колумба.
Якщо навесні та влітку 1492 року Колумбу довелося витратити декілька місяців на вмовляння 90 осіб на першу поїздку, то після повернення було так багато добровольців, що треба було робити відбір, оскільки число учасників другої експедиції було обмежене приблизно 1500—2500 особами на 15—17 суднах (точне число людей і суден є спірним). Колумб пізніше скаржився, що навіть кравці були готові відмовитися від професії і піти у велику подорож, у якій можна швидко розбагатіти. Нарешті група, у якій разом із шукачами пригод і легкої наживи виявилися місіонери, що прагнули навернути до християнства жителів нових земель, поруч із визнаними злочинцями перебували ідеалісти.
Друга експедиція вирушила 25 вересня 1493 року з Кадіса. На Канарських островах взяли цукрову тростину і собак, спеціально привчених до полювання на людей. Цього разу Колумб вирішив рухатися південнішим маршрутом, і тому вже через 20 днів досяг берега поблизу Малих Антильських островів. 3 листопада 1493 року, у неділю, відкрив острів Домініка, 4 листопада експедиція прибула до найбільшого з тутешніх островів, названого Гваделупа. На відкритих островах жили кариби, які здійснювали на великих човнах набіги на острови мирних араваків. Зброєю їх були луки і стріли з наконечниками з уламків черепахових панцирів або зазубрених риб'ячих кісток.
11 листопада відкриті острови Монтсеррат, Антигуа і Невіс. Наступного дня біля острова Сент-Круа сталася перша збройна сутичка з карибами. 15 листопада на північ від острова Сент-Круа відкритий архіпелаг, який Колумб назвав «Островами Одинадцяти тисяч дів» (зараз мають назву Віргінські острови). Обійшовши архіпелаг з обох сторін, судна флотилії через три дні з'єдналися біля західного краю гряди. 19 листопада іспанці висадилися на західному березі великого острова, який Колумб назвав Сан-Хуан-Баутіста. З XVI століття він носить назву Пуерто-Рико.
22 листопада Колумб дістався до Гаїті, щоб констатувати, що люди, залишені ним у форті Навидад під час першої експедиції, не вижили. За здогадами всі вони загинули в боротьбі з тубільцями — індіанцями. До січня 1494 року на схід від спаленого форту побудоване місто, назване Ізабеллою. Багато іспанців померли під час епідемії ймовірно жовтої гарячки. Загін, посланий на розвідку всередину острова, знайшов золото в річковому піску в гірському районі Кордильєра-Сентраль. У березні Колумб здійснив похід всередину острова. Тим часом у Ізабеллі через спеку зіпсувалася більша частина харчів і Колумб вирішив залишити на острові лише 5 кораблів та близько 500 осіб, а решту відправити до Іспанії. З ними він передав королю і королеві інформацію про те, що знайшов багаті родовища золота, і просив надіслати худобу, їстівні припаси і землеробські знаряддя, пропонуючи платити за них рабами з числа місцевих жителів.
24 квітня 1494 року, залишивши в Ізабеллі гарнізон під командою свого молодшого брата Дієго, Колумб повів три невеликі кораблі на захід уздовж південно-східного узбережжя Куби. 1 травня було виявлено вузьку і глибоку затоку (сучасна бухта Гуантанамо з однойменним містом). Звідси Колумб повернув на південь.
5 травня відкрито острів Ямайка (Колумб назвав його Сантьяго). 14 травня, пройшовши уздовж північного берега Ямайки і не знайшовши золота, Колумб повернувся до Куби. 25 наступних днів кораблі рухалися крізь дрібні острівці уздовж південного узбережжя острова.
12 червня, пройшовши майже 1700 км вздовж південного узбережжя Куби і не дійшовши всього 100 км до західного кінця острова, Колумб вирішив повернути, бо море сильно обміліло, матроси виявляли невдоволення, та й закінчувалась провізія. Перед цим, щоб захистити себе від звинувачень у малодушності, які могли дійти до Іспанії, він зажадав від усієї команди присягнути, що Куба — частина континенту, а тому далі плисти немає сенсу. Повернувши назад, флотилія відкрила острів Еванхеліста (пізніше названий Пінос, а з 1979 року — Ісла-де-ла-Хувентуд.

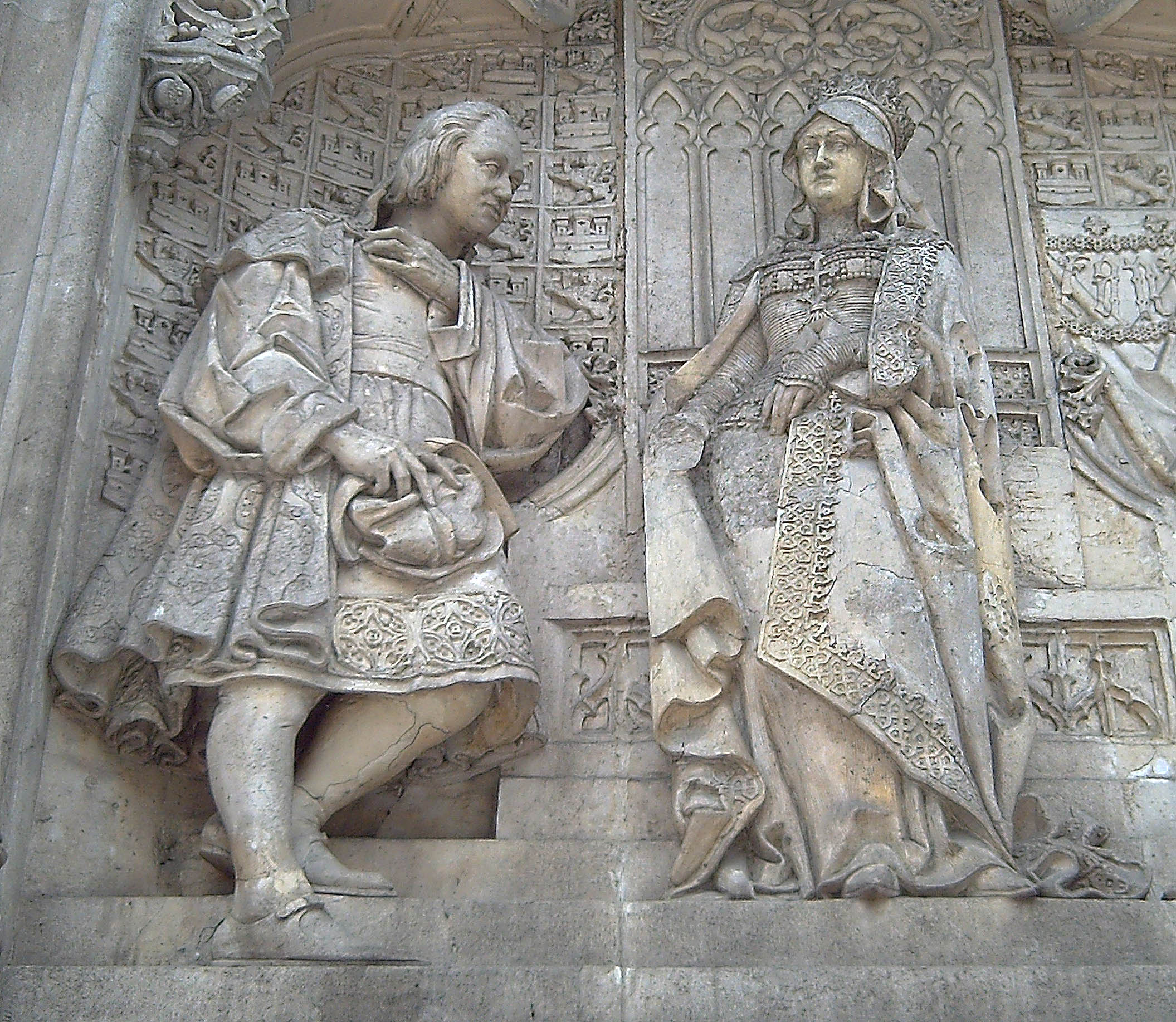
Колумб і королева Ізабелла. Фрагмент пам'ятника Колумбу в Мадриді (1885)

29 вересня Колумб, вже на той час тяжко хворий, повернувся в Ізабеллу. За п'ять попередніх місяців другий брат Колумба, Бартоломе, привів з Іспанії три кораблі з військом і запасами. Група іспанців захопила їх і втекла додому. Решта розбрелися по острову, грабуючи і ґвалтуючи тубільців. Ті вчинили опір і вбили частину іспанців. Після повернення Христофор хворів п'ять місяців, а коли одужав, то в березні 1495 року організував підкорення Еспаньйоли загоном із 200 солдатів. Тубільці були майже беззбройні, а Колумб застосовував проти них кінноту і привезених з собою спеціально навчених собак. Через дев'ять місяців цього цькування острів був підкорений. Індіанців обклали даниною, забирали в рабство для роботи на золотих копальнях і плантаціях. Корінні народи Америки тікали з селищ в гори, гинули від невідомих хвороб, привезених колоністами з Європи. Тим часом колоністи переселилися на південний берег острова, де в 1496 році Бартоломе Колумб заклав місто Санто-Домінго — майбутній центр Еспаньйоли, а пізніше — столицю Домініканської Республіки.
Тим часом іспанська королівська пара, виявивши, що доходи від Еспаньйоли (трохи золота, міді, цінного дерева і кількасот рабів, спрямованих до Іспанії Колумбом) незначні, дозволила всім кастильським підданим переселятися на нові землі, розраховуючись із скарбницею золотом.
10 квітня 1495 року іспанський уряд розірвав відносини з Колумбом, і Амеріго Веспуччі дістав право постачати товари з Індії до травня 1498 року. 12 січня 1496 року Веспуччі отримав 10 000 мараведі від скарбника Пінеля для виплати заробітної плати морякам. Фактично він уклав контракт на формування в Андалусії однієї (якщо не двох) експедицій до Індії. Результат експедиції Колумба вселив у Амеріго думку полишити торгову справу і познайомитися з нововідкритою частиною світу.
Між тим, авторитарна і безконтрольна поведінка Колумба налаштувала проти нього значну частину його екіпажу. Багато з учасників, збентежені труднощами та відсутністю легендарного багатства, відділилися від експедиції і розпочали самостійні пошуки. Ті, що повернулися до Іспанії, привезли багато скарг на Колумба. Під впливом ворогів Колумба пропонується забрати привілеї, раніше надані йому, а на його місце призначити королівського губернатора відкритих земель. У цій ситуації, Колумб 19 березня вирушив назад до Іспанії, куди він прибув 11 червня 1496 року. На суді йому вдалося виправдатися і відкинути висунуті проти нього звинувачення. Він отримав підтвердження наданих йому раніше пільг і зобов'язання організації наступної, третьої експедиції.

### Третя подорож Колумба (1498—1500)

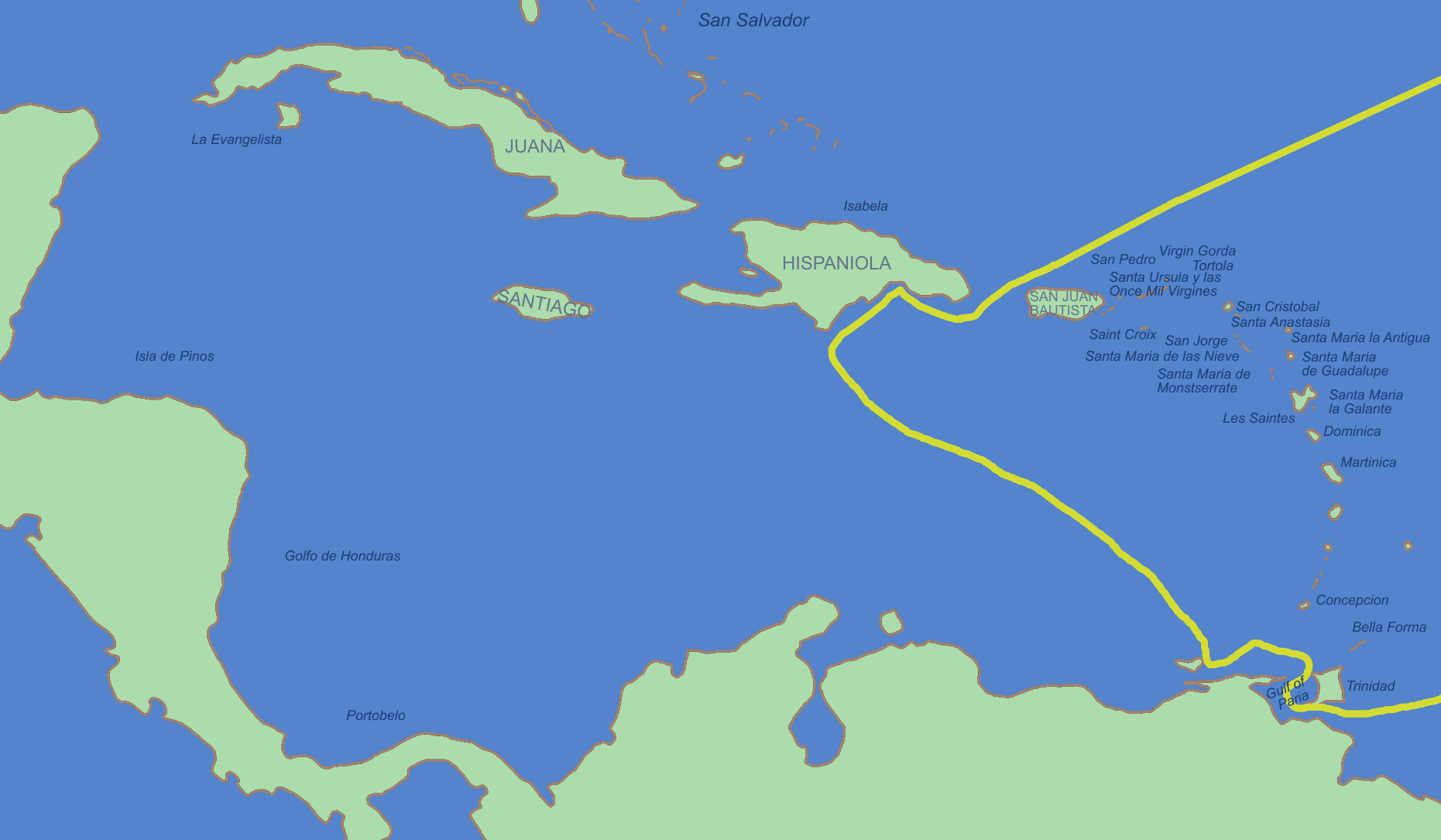
Третя подорож Колумба

Колумб відновив свої привілеї, але не зміг повністю відновити попередньої довіри до себе. Щоб організувати чергову, третю експедицію, довелося чекати до 1498 року. На третю експедицію вдалося знайти небагато коштів, і з Колумбом вирушило лише шість невеликих кораблів і близько 300 чоловік команди, причому в команду брали злочинців з іспанських в'язниць.
30 травня 1498 року флотилія вийшла з гирла річки Гвадалквівір. Цього разу Колумб вирішив триматися ще південніше, вважаючи, що золото можна знайти лише ближче до екватора. Від острова Ієрро (Канарські острови) три кораблі пішли прямо до Еспаньйоли, а три інших — до островів Зеленого Мису, звідки взяли курс на південний захід, маючи намір триматися якомога ближче до екватора. Кораблі спустилися до 9° 30' північної широти, а далі рухались на захід.
Під час цієї експедиції вперше досягнуто материкової частини Америки. До берега Колумб дістався південніше від гирла Ориноко. Рухаючись далі на захід уздовж узбережжя, він відкрив острів Тринідад. Потім він звернув на північний захід і вирушив на Еспаньйолу (Гаїті), де було закладене в той час перше постійне іспанське поселення у Вест-Індії Санто-Домінго.
Відносини в іспанській громаді в Санто-Домінго були не дуже добрі. Авторитарний Колумб розставляв всюди своїх людей, у тому числі свого брата Бартоломе та сина Дієго. 20 серпня Колумб прибув на Еспаньйолу, яку застав у жалюгідному стані. Колоністи підняли збройний заколот проти його брата, який закінчився тим, що Колумб був змушений піти на введення системи закріпачення корінних жителів Америки за бунтівними колоністами (repartimiento), кожному з яких було відведено велику ділянку землі.
В Іспанії прийшло розчарування у зв'язку з відсутністю основних економічних успіхів і труднощами експедиції у відносинах із тубільцями. Крім того, як і під час другої експедиції, повідомлення про проблеми дійшли до корони. Іспанська королівська скарбниця майже не отримувала доходів від своєї нової колонії, а в цей час португалець Васко да Гама відкрив морський шлях у справжню Індію (1498) і повернувся з вантажем прянощів, довівши таким чином, що землі, відкриті Колумбом, зовсім не Індія, а сам він — брехун.
У 1499 році монопольне право Колумба на відкриті нові землі було скасовано. У 1500 році королівське подружжя направило на Еспаньйолу свого представника з необмеженими повноваженнями Франсіско де Бобаділья. Той взяв у свої руки всю владу на острові, заарештував Христофора Колумба разом із братами, закував їх у кайдани і відправив до Іспанії. Після прибуття, однак, місцеві фінансисти змогли переконати королівську пару зняти звинувачення з Колумба.

### Четверта подорож Колумба (1502—1504)

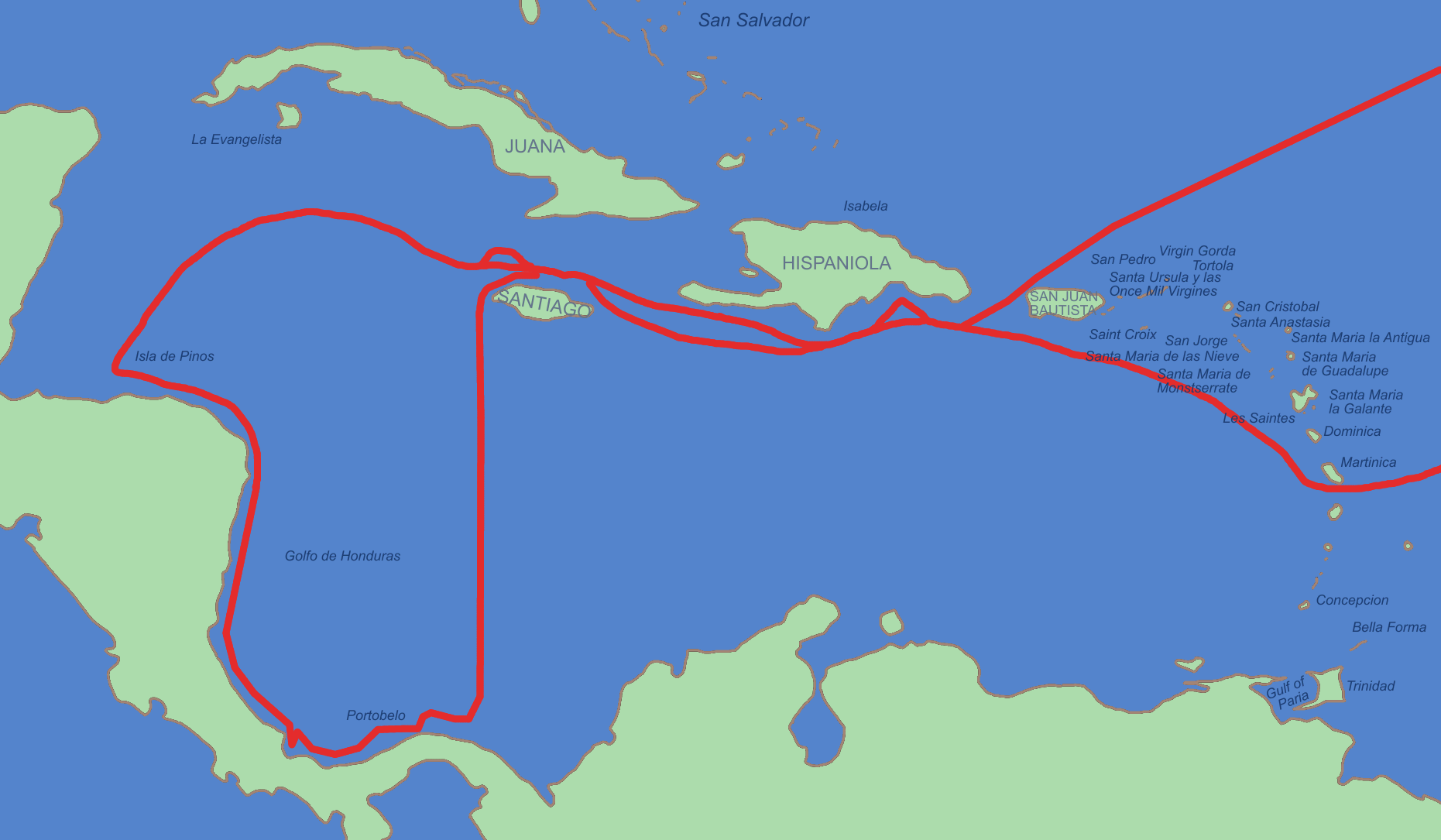
Четверта подорож Колумба

Христофор Колумб все ж хотів знайти новий шлях від відкритих ним земель у Південну Азію, до джерела прянощів. Він був упевнений, що такий шлях існує, оскільки спостерігав біля берегів Куби сильну морську течію, що рухалась на захід через Карибське море. Король зрештою дав Колумбу дозвіл на нову експедицію.
9 травня 1502 року флотилією, що складалася з чотирьох суден з екіпажем 150 чоловік, Колумб рушив на захід. Оскільки Васко да Гама відкрив шлях до Індії навколо африканського континенту, Колумбу необхідно терміново довести, що шлях на захід коротший, зручніший і безпечніший. Колумб мав намір знайти перехід у води, які б зрештою привели його до Індії. Він сподівався знайти цей шлях на захід від Куби, куди і скерував свою експедицію.
У четверту експедицію Колумб взяв із собою брата Бартоломе і 13-річного сина Ернандо.
29 червня 1502 року, рятуючись від шторму, попросив у намісника Еспаньйоли Ніколаса Овандо дозволу сховатися в гавані Санто-Домінго, але йому було відмовлено. На щастя, кораблі Колумба впоралися з бурею. У липні Колумб вирушив на захід уздовж південного узбережжя Еспаньйоли та Ямайки. Він мав намір дійти на заході до материка і відшукати протоку, рухаючись уздовж берега.
30 липня Колумб підійшов до північного берега землі, населеній народом мая (Гондурас). Бартоломе висадився на материк і формально вступив у володіння країною. У вересні відкрито Москітовий берег (Нікарагуа) і «Золотий берег» (пізніше, Коста-Рика, «Багатий берег»).
5 жовтня від коріних мешканців країни Верагуа (Панама) Колумб дізнався, що до Південного моря (Панамської затоки в Тихому океані) можна добратися через вузьку, але гористу смужку суші (Панамський перешийок).
17 жовтня відкрито затоку Москітос. Місцеві жителі розповіли про існування на півдні країни, населеної войовничими людьми, які їздять на тваринах, носять панцирі, володіють мечами, луками і стрілами (очевидно, що йшлося про Перу — високорозвинену державу інків, жителі якої використовували лам як в'ючних тварин). Експедиція зустріла новий 1503 рік у бухті, яка через 400 років стане північним входом до Панамського каналу. Від Тихого океану Колумба відділяло лише 65 км, але їх він так ніколи і не подолав.
У січні 1503 року Колумб повернувся в затоку Москітос. Він планував створити тут колонію під командою свого брата Бартоломе, але місцеві індіанці були настільки войовничими, що він відмовився від цього наміру. 16 квітня Колумб вийшов у море і відновив пошуки протоки, рухаючись на схід.
1 травня, досягнувши мису Тібурон у Дар'єнській затоці, Колумб дізнався від індіанців, що в цьому районі вже два роки тому були європейці, а це означає, що пошуки протоки можна припинити. Колумб повернув судна на північ, до Ямайки. 25 червня Колумбу після довгих мандрів морем, протягом яких він відкрив Кайманові острови, вдається вивести кораблі до північного узбережжя Ямайки (200 км від Еспаньйоли), але тут він посадив їх на мілину. Колумб спрямував на Еспаньйолу посланця Дієго Мендеса в індіанській пірозі із проханням до намісника іспанської колонії прийти йому на допомогу. Лише через рік на Ямайку прибув корабель, споряджений за кошти самого Колумба. Він забрав усіх уцілілих учасників експедиції.
29 червня Колумб полишив Ямайку. До Еспаньйоли добиралися півтора місяця. 12 вересня брати Колумби покинули Еспаньйолу і з великими труднощами у листопаді 1504 року добралися до Кастилії.
Під час четвертої подорожі Колумб відкрив материк на південь від Куби — берег Центральної Америки і довів, що Атлантичний океан відділяє від Тихого нездоланний бар'єр, про який він чув від індіанців.

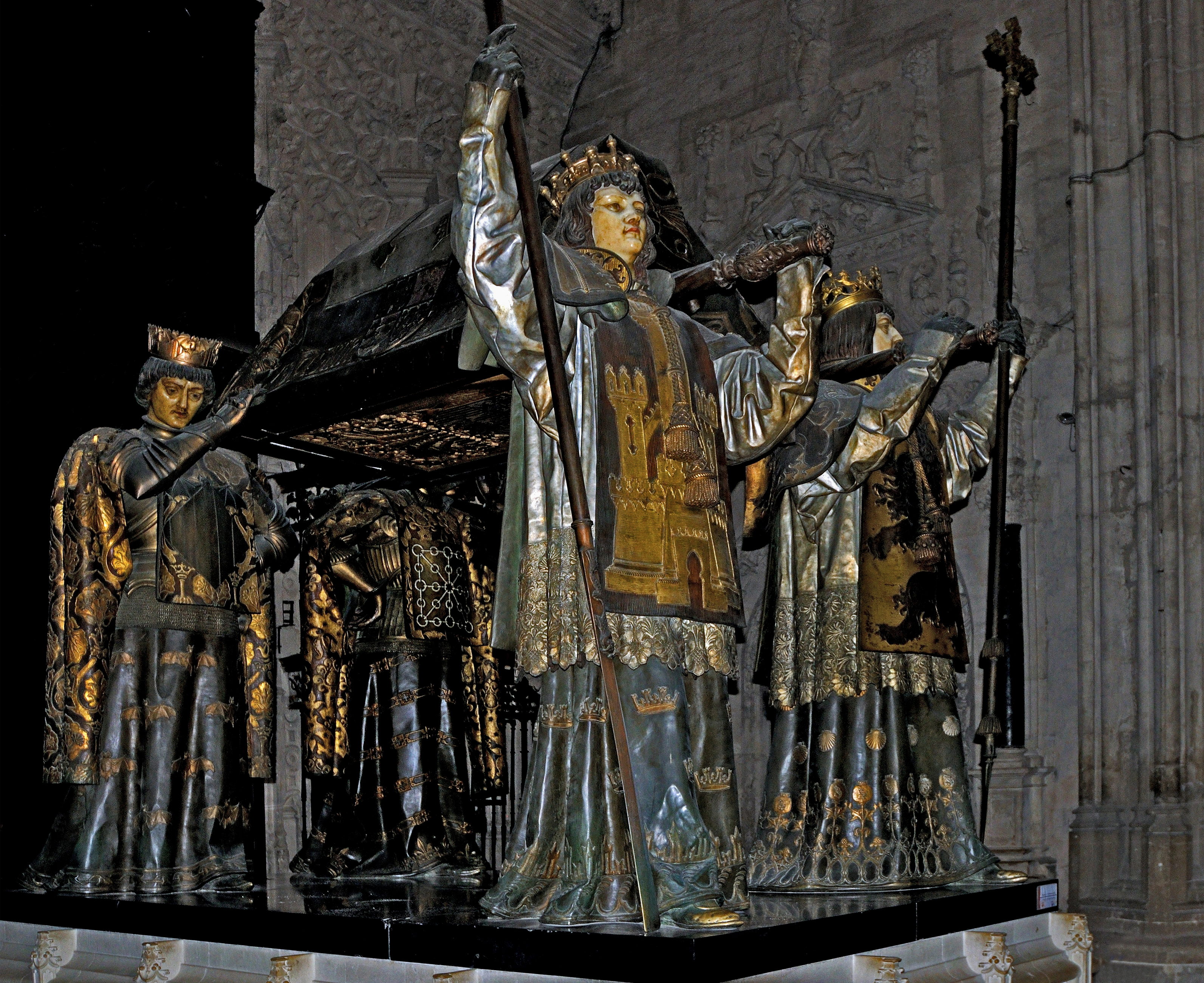
Могила Колумба у Кафедральному соборі Севільї. Труну несуть королі Кастилії, Леону, Арагону і Наварри.

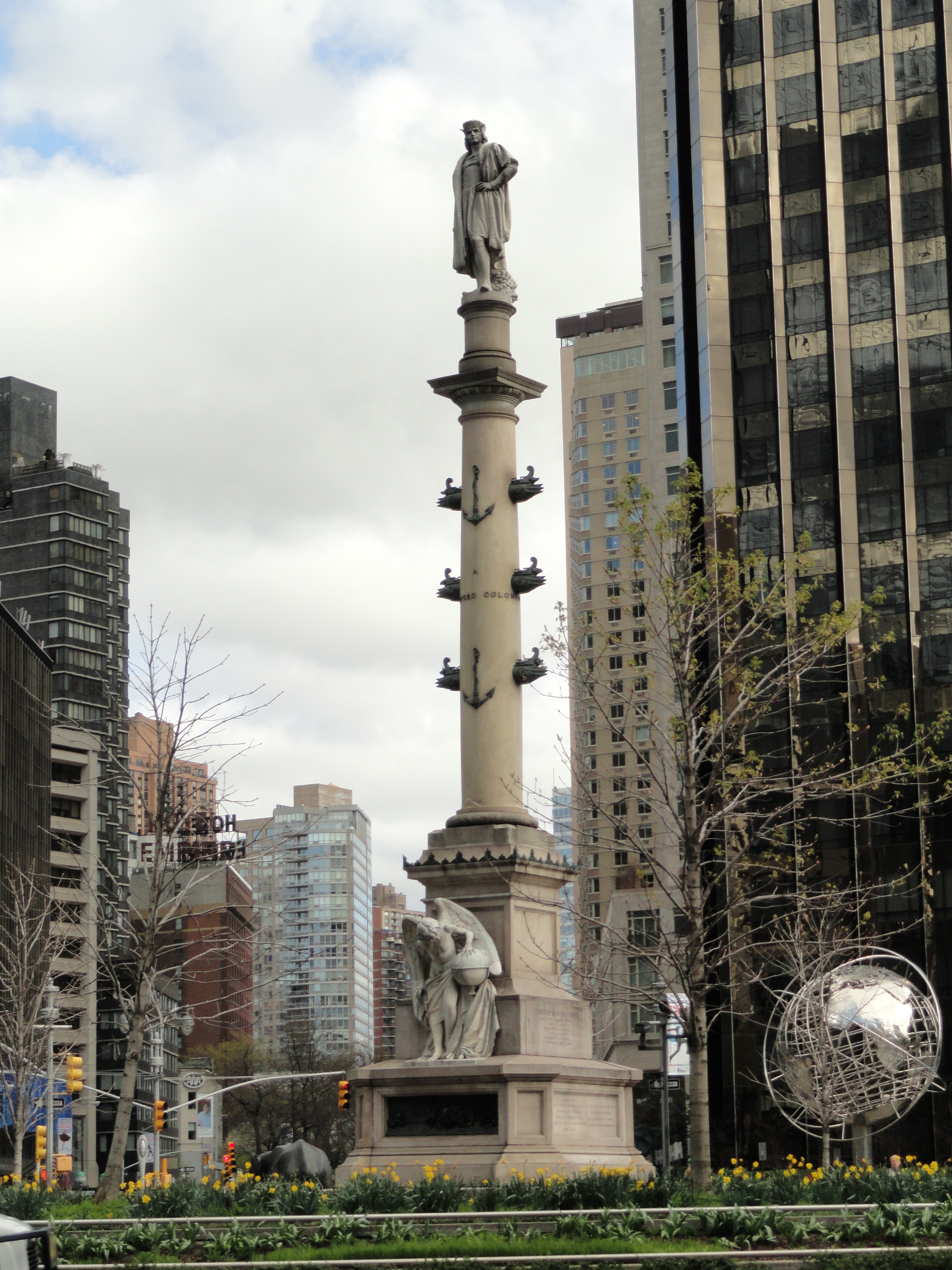
Пам'ятник Колумбу у місті Нью-Йорк, США

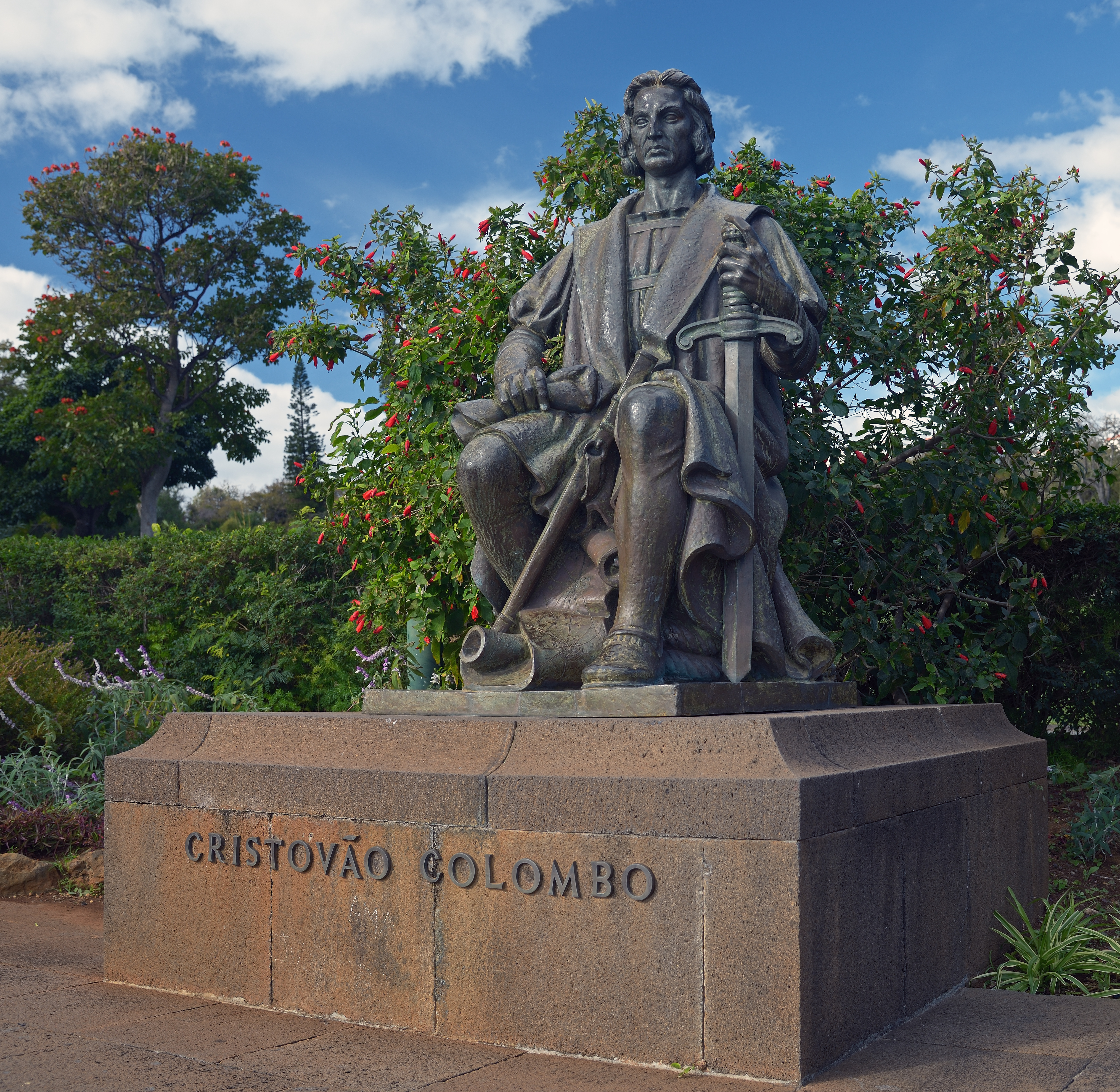
Пам'ятник Колумбу у Фуншалі, Мадейра

## Останні роки життя
Тяжко хворого Колумба перевезли до Севільї. Він не зміг домогтися відновлення дарованих йому прав і привілеїв, а всі гроші витратив на товаришів по експедиціях.
Помер, вимовивши свої останні слова: «У твої руки, Господи, я вручаю мій дух», 20 травня 1506 року в іспанському Вальядоліді, його поховали у Кафедральному соборі в каплиці Луїса де Серда міста Севілья.
У 2003 році Хосе Антоніо Лоренте, професор криміналістичної медицини університету Гранади, та історик Марсіал Кастро, ексгумували те, що вважалось останками Колумба у Севільському соборі, щоб взяти зразки ДНК. Вони також взяли ДНК з кісток його сина Ернандо та брата Дієго.
З тих пір вони порівнювали ДНК з історичними діячами з різних країн та регіонів, щоб розгадати таємницю останків, використовуючи технологічний прогрес для забезпечення правдивості результатів. Представляючи цей висновок 2024 році професор Лоренте сказав, що «нам вдалося довести поза всіма сумнівами, з новою технологією, раніше непідтверджену теорію про те, що останки в Севільї — це кістки Христофора Колумба». Однак команда заявила також, що можливо, деякі останки Колумба перебувають у Домініканській республіці, яка не співпрацювала з проєктом.
Сучасники майже не помітили його смерті. Величезне значення відкриттів Колумба для Іспанії було визнано лише в середині XVI століття, після завоювання Мексики, Перу та держав на півночі Анд, коли до Європи пішли судна зі сріблом і золотом.

## Сумніви стосовно статусу першовідкривача Америки
Хоча загальноприйнято вважати Христофора Колумба першим європейським мандрівником який відкрив новий світ (Американський континент), насправді це не так.
Сучасні науковці неодноразово знаходили поселення вікінгів (вихідці північної Європи) на території Північної Америки. За висновками науковців, дані поселення були засновані за декілька століть до народження Колумба. Так одне з таких поселень було засновано на острові Ньюфаундленд, де вікінги жили в 1021 році.

## Вшанування пам'яті
- На його честь названа країна Колумбія, що розташована у Південній Америці.
- На його честь названа вулиця Колумба у Личаківському районі міста Львів в Україні.
- На його честь названо Федеральний округ Колумбія з адміністративним центром Вашингтон та Площа Христофора Колумба у Нью-Йорку у США, провінція Британська Колумбія в Канаді та багато інших топонімів по всій планеті.
- У столиці Домініканської Республіки Санто-Домінго на честь Колумба зведено Маяк Колумба.
- 327 Колумбія — астероїд, який названо на честь мандрівника.
- Колумб — метеоритний кратер на видимому боці Місяця.
- 1992 року Багами випустили пам'ятну банкноту номіналом 1 долар на честь «П'ятисотріччя першої висадки Колумба на берег»